# Maximian Herculius
Marcus Aurelius Valerius Maximianus Herculius (ca. 250 – juli 310) var romersk kejser 286-305 og 307-310, kendt som Diocletians medhersker.
Han var officer af pannonisk bondeslægt, som havde kæmpet sig op gennem systemet og var krigskammerat med kejser Diocletian. Året efter dennes magtovertagelse blev han medkejser i Vesteuropa. I realiteten var han underkejser og synes at have været loyal.
Maximian gjorde Milano til sin hovedstad og for første gang reducerede Rom til en provinsby. Generelt synes han at have arbejdet energisk på at genoprette ro og sikret grænserne bl.a. ved omfattende felttog mod germanerne. England var 286-297 tabt efter et mytteri, men bragtes atter under kontrol af Maximians svigersøn og underkejser Constantius I Chlorus. Over for Senatet optrådte Maximian gennemgående meget autoritært, mens hans deltagelse i kristenforfølgelserne var mere halvhjertet.
Ved Diocletians abdikation 305 afgik Maximinus modvilligt, men da hans søn Maxentius året efter ved efterfølgeren Constantius' død udnævnte sig til hersker, gik den gamle atter ind i politik og udråbtes til kejser for at støtte sønnen. De følgende år blev meget forvirrede. Først nedkæmpede Maximian og Maxentius Constantius' officielle efterfølger og sikrede derefter vestriget mod militær indgriben fra øst. 308 blev de uvenner, åbenbart på grund af Maximians ambitioner; han blev fordrevet til Frankrig efter et mislykket fremstød mod Rom og samarbejdede herefter med Konstantin I den Store, som var blevet hans svigersøn. 310 brød han også med Konstantin, blev fanget af ham og døde i fængslet under mystiske omstændigheder (mord eller selvmord).